# Csengele vasútállomás
Csengele vasútállomás egy Csongrád-Csanád vármegyei vasútállomás a MÁV üzemeltetésében. Bár névadója Csengele település, valójában Kistelek város külterületén helyezkedik el, közvetlenül a Csengele belterületére vezető 54 121-es számú mellékút vasúti keresztezése mellett.

## Vasútvonalak
Az állomást az alábbi vasútvonalak érintik:
- Cegléd–Szeged-vasútvonal

## Kapcsolódó állomások
A vasútállomáshoz az alábbi állomások vannak a legközelebb:
- Petőfiszállási tanyák megállóhely (Cegléd–Szeged-vasútvonal)
- Kisteleki szőlők megállóhely (Cegléd–Szeged-vasútvonal)

## Forgalom
| Járat        | Útvonal | Gyakoriság   |
| ------------ | --- | ------------ |
| személyvonat | Kiskunfélegyháza – Selymes – Petőfiszállás – Petőfiszállási tanyák – Csengele | Napi 1-2 pár |
| személyvonat | Kiskunfélegyháza – Selymes – Petőfiszállás – Petőfiszállási tanyák – Csengele – Kisteleki szőlők – Kistelek – Kapitányság – Balástya – Őszeszék – Vilmaszállás – Szatymaz – Jánosszállás – Kiskundorozsma – Szeged | Napi 4-5 pár |